# تمييز النبات
تمييز النبات هي عملية مطابقة عينة نباتية بـأصنوفة معروفة. وتستعين هذه العملية بعدة طرق، من أبرزها المفاتيح ثنائية الشعب أو المفاتيح متعددة الصفات. وتستخدم أنظمة المفاتيح الطبيعية الخصائص الشكلية التي يمكن مقارنتها بقواعد بيانات معروفة للوصول إلى جنس النبات إجمالاً. وتتضمن الخصائص المُلاحظة الصفات العامة وتراكيب السيقان والجذور والأوراق وعلم الأجنة والأزهار.

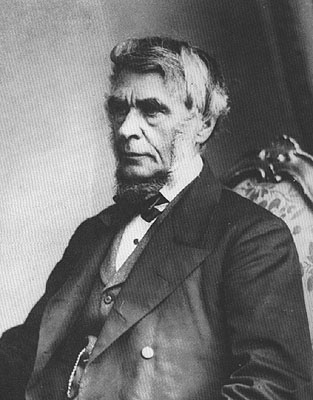
جورج بنثام مُصنّف نباتي وعالم نبات إنجليزي

## معلومات تاريخية
شهد تمييز النبات تطورًا على مدى مئات السنين، وهو يعتمد إلى حدٍ كبير على المعيار المستخدم ولمن يكون نظام التصنيف المستخدم. ويتضمن تمييز النبات إجراء مقارنات بين خصائص معينة، ثم تعيين نبات معين لمجموعة تصنيفية معروفة؛ مما يؤدي في النهاية للوصول إلى نوع لهذا النبات.
يعد أحد أهم وأكثر الأنظمة التصنيفية نفعًا ذلك المعروف باسم الأجناس النباتية (Genera Plantarium)  الذي وضعه جورج بنثام (1800-1884) والسير جوزيف دالتون هوكر (1817-1911) اللذان كانا عالمي نبات بريطانيين عملا لصالح الحدائق النباتية الملكية، كيو في السنوات الأخيرة من القرن التاسع عشر. وقد وضعا النظام في كتاب من ثلاثة مجلدات. وقدما فيه نظامًا رسميًا لوصف النباتات التي تعتبر أنواعًا تحمل خصائص متشابهة. وتم وصف إجمالي 202 مجموعة، وأطلقا عليها اسم «الرتب» - المعروفة الآن باسم الفصائل. واشتهر النظام بكونه عمليًا للغاية ودقيقًا جدًا في تمييز النباتات، ولكنه أثبت صلته الضئيلة جدًا بالتاريخ التطوري للنباتات أو تاريخ النوع. وكان مورس (1974) أول من قدم أسلوب تصنيف النباتات ودراستها من خلال برنامج الحاسوب ، كما تستخدم المفاتيح ثنائية الشعب النباتية الناجحة الآن النظم الحاسوبية الرقمية. 

## علم التصنيف
إنه فرع علم النبات الذي يتعامل مع تمييز النباتات والتسمية والتصنيف. وكان عالم النبات الفرنسي إيه بي دو كاندول (1813) أول من صاغ المصطلح. وقد استخدم عالم النبات السويدي كارولوس لينيوس مصطلح «علم التقسيم» (Systematics) الذي يشمل الآن التمييز والتسمية والعلاقات التطورية.
- تصنيف ألفا. هو تمييز وتصنيف الصفات الشكلية فقط (توريل 1938)
- لا يتضمن تصنيف بيتا السمات الشكلية الإجمالية فقط، ولكن أيضًا الصفات الوراثية والتشريحية والخلوية والطلعية (دراسة غبار اللقاح والأبواغ) والفيزيولوجية وصفات أخرى، والذي تم دمجه في دراسة علم التصنيف الحيوي (توريل 1938)
- تأخذ التقسيمات الجديدة (جوليان هوكسلي 1940) بعين الاعتبار تمييز النباتات والتصنيفات المجمعة من خلال فروع العلوم المتعددة

## المعشبة
يتم تجميع مجموعات مرجعية من أنواع النباتات في معشبة. ويتم تجفيف أجزاء النبات المُعرّف http://www.ag.auburn.edu/hort/landscape/leafid/index.php نسخة محفوظة 9 ديسمبر 2015 على موقع واي باك مشين. وضغطها وتثبيتها على أوراق معشبة، ثم تخزينها. ويكون حجم الأوراق بالمقاس العادي 1⁄216 × 1⁄211 بوصة أو 41.25 × 28.75 سم. ويحتوي النبات المُعرّف على كافة الأجزاء، بما فيها الأنظمة الجذرية والأزهار والفواكه الصغيرة. ويوجد أحد أعظم المعاشب في العالم في الحدائق النباتية الملكية، كيو بإنجلترا والتي جمعت ما يقرب من 7 ملايين نوع من النباتات. وعادةً ما يتم حفظ النباتات العصيرية في 4% من الفورمالين و96% من حمض الخليك (محلول فورمالين-حمض الخليك-كحول إيثيلي (FAA))

## وصلات خارجية
- Interactive Plant Identifier (University of Wisconsin)
- Interactive Plant Identifier (Auburn University)